# Luigi Borghi
Luigi Borghi (* um 1745 in Bologna; † um 1806 in London) war ein italienischer Geiger und Komponist der Vorklassik.

## Leben
Luigi Borghi war ein Schüler von Gaetano Pugnani. 1774 ließ er sich in London nieder und wirkte dort zuerst auf Empfehlung von Felice Giardini als Geiger im Opernorchester. Später spielte er regelmäßig mit Wilhelm Cramer im Quartett oder anderen kammermusikalischen Zusammensetzungen bei den von Cramer initiierten „Professional Concerts“ in London. Luigi Borghi pflegte eine Freundschaft mit Sir William Hamilton.
Neben zahlreicher Kammermusik komponierte Borghi Ballettmusiken für die Italian Opera London. Ab 1790 war Borghi Co-Direktor von „O’Reilly’s Operncompagnie“. Er heiratete im Februar 1792 die Primadonna Anna Casentini. Seine Kompositionen sind im galanten Stil gehalten und wurden teils in London, Paris und Berlin verlegt.

## Werke (Auswahl)
- op. 1: Six Solos, für Violine und B. c. (London, 1772)
- op. 2: Six Concertos, für Violine und Orchester (London, 1775) (in Berlin als opp. 2+3 veröffentlicht; Neuauflage Paris, um 1785)
- op. 3: Sei Divertimenti, für 2 Violinen (1777) (in Berlin als op. 4 veröffentlicht)
- op. 4: Six Solos, für Violine und B. c. (1783) (in Berlin und Paris als op. 5 veröffentlicht) + 6 Trios für 2 Violinen und B. c. (Paris, um 1785)
- op. 5: Six Duetts, für Violine und Cello/Viola (London, 1786) (in Berlin als op. 6 veröffentlicht)
- op. 6: Six Overtures in 4 parts (London, 1787)
- op. 7: Zwölf Divertimentos, für 1-3 Violinen und Harfe oder Pianoforte (London, 1790)
- op. 10: Drei Duette für 2 Violinen (London, 1790)
- op. 11: 64 Kadenzen oder Soli für Violine (London um 1790)
- 6 Duette für 2 Violinen (London, um 1800)
- Sonata in D, für Viola d’Amore und Violone
- Sammlung mit 6 Divertimenti für 2 Violinen und B. c., von Pugnani, Borghi und anderen (1772)
- Ballemusik: Il ratto delle Sabine, London, King’s Theatre, 12. Dez. 1782
- Ballemusik: Le tuteur trompé, London, King’s Theatre, 11. Jan. 1783